# Videografia de Jennifer Lopez
Abaixo encontra-se a videografia de Jennifer Lopez, uma cantora e atriz norte-americana.

## Álbuns de vídeo

### Compilações de vídeo
| Ano  | Detalhes do Álbum                                                                                       |
| ---- | --- |
| 2000 | Jennifer Lopez: Feelin' So Good - Lançamento: 10 de outubro de 2000 - Gravadora: Epic - Formato(s): DVD |
| 2003 | The Reel Me - Lançamento: 18 de novembro de 2003 - Gravadora: Epic - Formato(s): DVD/CD                 |

### Ao vivo
| Ano  | Detalhes do Álbum                                                                                        |
| ---- | --- |
| 2003 | Jennifer Lopez: Let's Get Loud - Lançamento: 11 de fevereiro de 2003 - Gravadora: Epic - Formato(s): DVD |

## Vídeos musicais
| Ano  | Canção                                       | Artista(s)                                           | Director(es)             | Notas |  |
| ---- | -------------------------------------------- | ---------------------------------------------------- | ------------------------ | --- |  |
| 1993 | "That's the Way Love Goes"                   | Janet Jackson                                        | René Elizondo, Jr.       | Apareceu como dançarina                                                                                        |  |
| 1996 | "Siempre Hace Frio"                          | Selena                                               | Abraham Quintanilla, Jr. | |  |
| 1997 | "No Me Conoces"                              | Marc Anthony                                         | Benny Corral             | Aparência |  |
| 1998 | "Been Around the World"                      | Puff Daddy & The Family, The Notorious B.I.G., Mase) | Paul Hunter              | Aparência |  |
| 1998 | "Baila"                                      | Jennifer Lopez                                       | Stephen Olow             | |  |
| 1999 | "If You Had My Love"                         | Jennifer Lopez                                       | Paul Hunter              | |  |
| 1999 | "No Me Ames"                                 | Jennifer Lopez, Marc Anthony                         | Kevin Bray               | |  |
| 1999 | "Waiting for Tonight"                        | Jennifer Lopez                                       | Francis Lawrence         | Existem duas versões do vídeo. Um para o "Hex's Momentous Remix" e um para a versão espanhola da canção.       |  |
| 2000 | "It's So Hard"                               | Big Pun, Donell Jones                                | Chris Robinson           | Aparência |  |
| 2000 | "Let's Get Loud"                             | Jennifer Lopez                                       | Jeffrey Doe              | |  |
| 2000 | "Feelin' So Good"                            | Jennifer Lopez, Big Pun e Fat Joe                    | Paul Hunter              | |  |
| 2001 | "Love Don't Cost a Thing"                    | Jennifer Lopez                                       | Paul Hunter              | |  |
| 2001 | "Play"                                       | Jennifer Lopez                                       | Francis Lawrence         | |  |
| 2001 | "Ain't It Funny"                             | Jennifer Lopez                                       | Herb Ritts               | |  |
| 2001 | "I'm Real"                                   | Jennifer Lopez                                       | Dave Meyers              | |  |
| 2001 | "I'm Real (Murder Remix)"                    | Jennifer Lopez, Ja Rule                              | Dave Meyers              | |  |
| 2001 | "What's Going On"                            | Artistas Contra AIDS no Mundo                        | Jake Scott               | |  |
| 2001 | "El Ultimo Adios (The Last Goodbye)"         | Vários Artistas                                      |                          | |  |
| 2002 | "Ain't It Funny (Murder Remix)"              | Jennifer Lopez, Ja Rule e Caddillac Tah              | Cris Judd                | |  |
| 2002 | "I'm Gonna Be Alright (Track Masters Remix)" | Jennifer Lopez, Nas                                  | Dave Meyers              | |  |
| 2002 | "Alive"                                      | Jennifer Lopez                                       | Jim Gable                | |  |
| 2002 | "Jenny from the Block"                       | Jennifer Lopez, Styles P e Jadakiss                  | Francis Lawrence         | Uma versão do vídeo "sem rap" foi lançada.                                                                     |  |
| 2003 | "All I Have"                                 | Jennifer Lopez, LL Cool J                            | Dave Meyers              | |  |
| 2003 | "I'm Glad"                                   | Jennifer Lopez                                       | David LaChapelle         | |  |
| 2003 | "Baby I Love U!"                             | Jennifer Lopez                                       | Meiert Avis              | |  |
| 2005 | "Get Right"                                  | Jennifer Lopez                                       | Francis Lawrence         | Um vídeo alternativo com a participação de Fabolous foi lançado.                                               |  |
| 2005 | "Hold You Down"                              | Jennifer Lopez, Fat Joe                              | Diane Martel             | |  |
| 2006 | "Control Myself"                             | LL Cool J, Jennifer Lopez                            | Hype Williams            | |  |
| 2006 | "Qué Hiciste"                                | Jennifer Lopez                                       | Michael Haussman         | |  |
| 2007 | "Me Haces Falta"                             | Jennifer Lopez                                       | Sanji                    | |  |
| 2007 | "Do It Well"                                 | Jennifer Lopez                                       | David LaChapelle         | |  |
| 2007 | "Hold It Don't Drop It"                      | Jennifer Lopez                                       | Melina Matsoukas         | |  |
| 2007 | "Por Arriesgarnos"                           | Jennifer Lopez                                       | Kevin Meléndez           | |  |
| 2008 | "Brave"                                      | Jennifer Lopez                                       | Michael Haussman         | Não lançado.                                                                                                   |  |
| 2009 | "Fresh Out the Oven"                         | Jennifer Lopez, Pitbull                              | Jonas Akerlund           | Vídeo viral |  |
| 2011 | "Good Hit"                                   | Jennifer Lopez                                       | Alex Moors               | Vídeo viral |  |
| 2011 | "On the Floor"                               | Jennifer Lopez, Pitbull                              | TAJ Stansberry           | |  |
| 2011 | "I'm Into You"                               | Jennifer Lopez, Lil Wayne                            | Melina Matsoukas         | Lil Wayne não aparece no vídeo oficial. Um segundo vídeo musical foi mais tarde lançado apresentando o rapper. |  |
| 2011 | "Papi"                                       | Jennifer Lopez                                       | Paul Hunter              | |  |
| 2011 | "T.H.E. (The Hardest Ever)"                  | will.i.am, Mick Jagger e Jennifer Lopez              | Rich Lee                 | |  |
| 2012 | "Dance Again"                                | Jennifer Lopez, Pitbull                              | Paul Hunter              | |  |
| 2012 | "Follow the Leader"                          | Wisin & Yandel, Jennifer Lopez                       | Jessy Terrero            | |  |
| 2012 | "Goin' In"                                   | Jennifer Lopez, Flo Rida                             | Ace Norton               | |  |
| 2013 | "Live It Up"                                 | Jennifer Lopez, Pitbull                              | Jessy Terrero            | |  |
| 2013 | "Sweet Spot"                                 | Flo Rida, Jennifer Lopez                             | Jessy Terrero            | Não lançado..                                                                                                  |  |
| 2014 | "Same Girl"                                  | Jennifer Lopez                                       | Gomillion & Leupold      | |  |
| 2014 | "Adrenalina"                                 | Wisin, Ricky Martin e Jennifer Lopez                 | Jessy Terrero            | |  |
| 2014 | "I Luh Ya Papi"                              | Jennifer Lopez, French Montana                       | Jessy Terrero            | |  |
| 2014 | "We Are One (Ole Ola)"                       | Pitbull, Jennifer Lopez e Claudia Leitte             | ?                        | |  |
| 2014 | "First Love"                                 | Jennifer Lopez                                       | ?                        | |  |
| 2014 | "Booty"                                      | Jennifer Lopez, Iggy Azalea                          | ?                        | |  |
| 2014 | "Stressin"                                   | Fat Joe, Jennifer Lopez                              | ?                        | |  |
| 2015 | "Feel The Light"                             | Jennifer Lopez                                       | ?                        | Trilha sonora do filme de animação "Home", que no Brasil foi batizado como "Cada um Na Sua Casa".              |  |
| 2015 | "Back It Up"                                 | Prince Royce, Jennifer Lopez, Pitbull                | ?                        | |  |
| 2016 | "Ain't Your Mama"                            | Jennifer Lopez                                       | Cameron Duddy            | |  |
| 2016 | "Chegaste"                                   | Jennifer Lopez, Roberto Carlos                       |                          | |  |
| 2017 | "Ni Tú Ni Yo"                                | Jennifer Lopez, Gente de Zona                        |                          | |  |
| 2017 | "Amor Amor Amor"                             | Jennifer Lopez, Wisin                                |                          | |  |
| 2018 | "El Anillo"                                  | Jennifer Lopez                                       |                          | |  |